# جبال السقى
جبل السقى من سلسة جبال السروات، يقع في بمنطقة عسير بلقرب من مدينة أبها. ويبلغ ارتفاعها 2,863 م (9,393 قدم).